# Wladimir Michailowitsch Liberson
Wladimir Michailowitsch Liberson (hebräisch ולדימיר ליברזון‎; * 23. März 1937 in Moskau; † 4. August 1996) war ein sowjetisch-israelischer Schachspieler.

## Leben
Wladimir Liberson erhielt von der FIDE 1963 den Titel Internationaler Meister und 1965 den Großmeistertitel verliehen. Er durfte als erster sowjetischer Großmeister 1973 nach Israel auswandern. Er gewann die Meisterschaft von Israel 1974 und spielte für Israel bei den Schacholympiaden 1974, 1976, 1978 und 1980 sowie bei den Mannschaftseuropameisterschaften 1980 und 1989. Seine letzte Elo-Zahl betrug 2435, mit seiner höchsten Elo-Zahl von 2555 lag er im Januar 1978 gleichauf mit Jan Smejkal, Alexander Kotschijew, Rafael Vaganian und Jewgeni Wassjukow auf dem 31. Platz der Weltrangliste. Seine beste historische Elo-Zahl vor Einführung der Elo-Zahlen betrug 2659 im November 1969, er belegte damit den 25. Platz der Weltrangliste.

## Turnierresultate (Auswahl)
- 1965 Jerewan: 4. Platz
- 1965 Leipzig: 2. Platz
- 1967 Zinnowitz DSV-Turnier: 1. Platz (geteilt mit Wolfgang Uhlmann)
- 1968 Alma-Ata (UdSSR-Meisterschaft): 4. Platz
- 1969 Amsterdam IBM: 2. Platz
- 1977 Amsterdam IBM: 3. Platz

## Sonstiges
Zu Libersons Bekanntheit in der Schachwelt trug bei, dass seine Niederlage gegen Wassili Smyslow bei der UdSSR-Meisterschaft 1968 im 6. Schachinformator zur besten Partie jenes Halbjahres gewählt wurde. Bei einer Leserumfrage zur Wahl der besten Partie des 20. Jahrhunderts erreichte die Partie Platz 10.